# 開放資料

Linking Open Data project in September 2007

開放資料指的是经过挑选和许可、可以被任何人自由使用、再利用和再分发的数据。这类数据不受著作权、专利权以及其他管理机制的限制，其开放性使得数据能够被广泛共享和应用。开放数据运动与开放源代码、内容开放以及开放获取等其他“开放”运动有着共同的核心理念，即促进信息共享、协同合作和创新发展。

## 定义
根据开放知识的定义，开放数据具有以下特性：
- 可获取性与可访问性：数据应当可以完整获取，并且获取成本不高，理想情况下能够通过网络下载。数据需以易于修改和再利用的格式（如CSV、TSV、JSON等机器可读格式）提供。
- 再利用与再分发：数据应当在允许再利用和再分发的许可协议下发布，且该许可协议不得对使用主体或用途设置限制。例如，禁止商业用途或限定特定领域使用的协议均不符合开放数据的要求。
- 普遍参与性：所有人都应有平等机会使用、再利用和再分发这些数据，不允许存在任何人为限制。

开放数据还强调互用性，即不同来源、不同格式的数据能够相互整合和协同工作，从而支持建立更大规模和复杂度的信息系统。

## 概論
一般來說，Open Data 的應用主要為非文字的資料素材，像是地圖、基因體、聯結體、化學分子、數學以及科學公式、醫學資料與應用，生命科學以及生物多樣性。開放這些資料時常常會因為這些資料本身具有的商業價值，或是經過彙整後可以成為有價值的產品，而引發出不同聲音的意見。資料的讀取，再次使用等，一般都由特定組織所監管，這些組織可能為私人或是公家機關。資料的讀取和再次使用的監管方法可能為，資料讀取的限制，透過版權與授權，專利的申請，或是付費要求等。Open Data 的倡議者們認為，這些限制都有違公眾的利益同時這些資料都應該能自由取得，沒有限制也不該索取費用。除此之外，資料的再次使用也不該需要其他的許可，雖然依照再次使用的不同性質（例如延伸性的創作）可以經由授權來控管。
一個典型關於為何我們需要資料開放的說法：
|                                              | 許多科學家都曾經指出，在這歷史的一刻，正當我們擁有技術能力將科學資料以全球性的層次來發佈和送出，加強彼此之間的合作關係和加快加深新科技的發明時，很諷刺的看到我們忙著將資料封閉起來，並嚴禁使用更先進的技術在這些知識上 |
| ——John Wilbanks, 執行長，出處Science Commons | |

資料的創造者通常不會考量到資料應該標注的擁用者、授權方式以及再次使用的限制等資訊。舉例來說，對很多科學家來說， 他們不會把因為工作而公佈刊出的資料看成是屬於他們所有而設限，並把這些資料在期刊上的刊出視為將資料釋放到公眾領域的方法。但是，因為沒有確切的授權聲明讓人無法清楚知曉該資料集（data set）的狀態並可能對這些在開放的精神下釋出的資料在使用範圍上造成限制。因為這些不確定性也造成公眾或是私人組織與機構例如 IEEE有機會匯集這些資料，然後使用版權宣告來限制資料的使用授權或是進而販賣這些資料。
在 "Toward Open Data" （邁向資料開放）一書中，Connolly (2005, v.i.) 列出兩句引言:
- I want my data back. - 我要拿回我的資料（Jon Bosak circa 1997）
- I've long believed that customers of any application own the data they enter into it. 長久以來，我一直相信客戶擁有他們輸入於任何一個應用程式內的資料的完整所有權.[4]（這句引言指的是關於 Veen 自己的心律資料）

## 历史背景与发展
开放数据的理念已存在多年，但“开放数据”这一术语是在互联网崛起后逐渐获得广泛关注的。自2009年以来，美国、英国、加拿大、新西兰等国家陆续推出公众信息开放计划，使得开放数据成为主流媒体讨论的焦点。与此同时，开放政府数据作为开放数据的重要组成部分，由于其数据种类繁多、量大且大部分受到法律规定必须公开，成为推动数据开放的重要力量。
在科学界，开放数据的理念可追溯到20世纪中期的默顿规范传统，旨在通过信息共享促进学术合作和技术创新；而在政府领域，各国政府陆续建立了数据目录和在线平台，如美国的Data.gov、英国的Data.gov.uk、加拿大的Data.gc.ca等，推动政府信息透明化和社会监督。

### 开放科学数据
關於 科學資料的開放獲取 概念的制度化主要源自為了準備在 1957-1958 年間舉辦的 International Geophysical Year 所建構的 World Data Center 系統。 The International Council of Scientific Unions (現在改名為 International Council for Science) 建立了數個 World Data Centers 以求盡可能降低資料減損的可能性，並盡可能擴大資料的獲取性，並在 1955 年提出新的建議，要求資料必須以「機器可讀取」的格式來儲存。
雖然開放-科學-資料運動的發起是在網際網路出現之前就已經展開，但是一個快速，遍佈更廣的網路系統的出現，徹底改變了開放科學資料的環境，因為將資料的刊出與取得的代價都不像前那般昂貴，也不用花那麼大的精力。
在 2004，所有 經濟合作與發展組織 (Organisation for Economic Co-operation and Development, OECD) 會員國的科技長官，這包含了世界上大多數「已開發」國家，簽署了一份共同聲明主要內容為，所有由公家機關出資收集的資料都必需要公開釋出。 緊隨著對會員國內各資料產出機構發出的要求和激烈的爭辯，OECD 在 2007 發佈了 經濟合作暨發展組織公帑贊助研究資料之近用原則與基準 (OECD Principles and Guidelines for Access to Research Data from Public Funding) 的軟性約定 (soft-law)建議。

### 开放政府数据
开放政府数据特指政府收集和管理的信息数据，通常受到法律规定必须公开。这类数据因其数量庞大、种类丰富以及数据质量较高而备受关注。开放政府数据的开放可以促进政府效能提升、降低运作成本，并为公众、企业和研究者提供数据支持，从而推动社会经济发展。
有些國家及地區政府已經建立了網站，來發布他們收集的部分數據。
- 聯合國世界銀行統計數據下載　http://data.worldbank.org.cn/ （页面存档备份，存于）
- Data.gov（英语：Data.gov） - 美國政府的 open-data 網站，2009 年 5 月啟用。2013年，时任美国总统奥巴马签署要求“聯邦政府資訊應具有開放性和機器可讀性”的行政命令，要求聯邦政府機關在網路上開放發布其非敏感性資料時应具有机器可读性。2018年12月美国国会通过《開放、公開、電子化與必要的政府資料法》将该行政命令法律化，2019年1月经过川普总统签字后生效[11]。
- Data.gov.uk（英语：Data.gov.uk） - 英國政府的 open-data 網站，2009 年9 月啟用。
- Data.gov.au - 澳大利亞政府的 open-data 網站，2011 年 3 月啟用。
- Data.gc.ca - 加拿大政府的 open-data 網站，2011 年 3 月啟用。
- opendata.go.ke - 肯亞政府的 open-data 網站，2011 年 7 月啟用。
- data.norge.no （页面存档备份，存于） - 挪威政府的 open-data 網站，2010 年 4 月啟用。
- data.overheid.nl （页面存档备份，存于） - 荷蘭政府的 open-data 網站。
- data.gov.tw （页面存档备份，存于） - 臺灣的政府開放資料平臺，2013年4月29日啟用。
- data.gov.in（英语：data.gov.in） - 印度的政府資料開放平台，2013年5月啟用。
- data.gov.hk - 香港政府資料一線通，2011 年 3 月 31 日啟用。

台湾再2010年由「青平台」開始推動「臺灣開放資料計畫」，並註冊 opendata.tw / opendata.org.tw 兩個網址。2011年臺北市政府成立台灣第一個政府的開放資料平台2015年4月，行政院宣布制定「政府資料開放諮詢小組設置要點」，廣邀民間公（協）會、社會團體代表、學者專家與各機關代表等參與，在政院層級由時任行政院副院長張善政擔任召集人，於同年6月1日召開首次會議，中央各二級機關也分別設置諮詢小組，推動開放資料工作。

## 实施与挑战
实施开放数据的过程通常是一个迭代过程，主要包括以下几个环节：
- 数据集选取：初期常从小规模、简单的数据集开始，以便积累经验。
- 开放许可协议的应用：在法律上确保数据开放，使数据的使用、再利用和再分发不受不合理限制。
- 数据的技术开放：保证数据能够整批获取，并以开放、机器可读的格式发布。常见的技术手段包括在线下载、API、FTP服务器、BitTorrent等。
- 数据的发现与传播：利用数据目录、第三方平台和社区参与，使数据易于被目标用户找到和利用。

尽管开放数据带来诸多优势，但在实际操作过程中也面临一些挑战：
- 数据质量与标准化：不同来源的数据格式不一、更新不及时以及缺乏标准化处理，可能影响数据整合和再利用效果。
- 隐私与安全问题：确保开放数据不包含个人敏感信息和涉及国家安全的内容，是数据开放必须解决的问题。
- 搭便车问题：由于数据收集和维护往往需耗费大量资源，如何平衡公共投入与数据免费开放之间的关系，始终是争论的焦点。
- 技术与成本：数据的开放不仅涉及技术实现，还需要长期投入维护费用，特别是通过API提供实时更新服务时，成本压力较大。

## 與其他開放運動的關係
开放数据运动与开放源代码、开放内容、开放获取等运动具有相似的目标，即促进知识共享和公共利益最大化。开放数据强调的是数据本身的共享与再利用，而开放获取则主要关注学术论文及科研成果的免费访问。

## 推廣 Open Data 概念的組織
- 漢斯·羅斯林 Gapminder基金會　http://www.gapminder.org　　http （页面存档备份，存于）://www.facebook.com/gapminder.org （页面存档备份，存于）　http://www.gapminder.org/downloads （页面存档备份，存于）
- d8taplex （页面存档备份，存于）
- Scholarly Publishing and Academic Resources Coalition
- "Free our data" （页面存档备份，存于） (The Guardian technology section)
- The Open Knowledge Foundation
- Talis
- Linking Open Data on the Semantic Web （页面存档备份，存于）
- Blue Obelisk
- Infochimps.org （页面存档备份，存于）
- Freebase
- Factual
- Information Retrieval Facility
- Open Data Network - Germany （页面存档备份，存于）
- OpenSourceApi
- Socrata （页面存档备份，存于）
- Regards Citoyens - France （页面存档备份，存于）
- Open Data Day, December 4th, 2010 - International Hackathon （页面存档备份，存于）
- International Development Research Centre